# ČT1
ČT1 (auch jednička, „die Eins“) ist das erste Programm der tschechischen öffentlich-rechtlichen Fernsehanstalt Česká televize (ČT).

## Programm
Der Sender zeigt ein 24-stündiges Vollprogramm. Im Gegensatz zum Bildungs- und Kulturprogramm auf ČT2 ist das erste Programm auf  Serien, Filme und Fernsehshows ausgerichtet.

## Geschichte
Der erste tschechoslowakische Fernsehsender wurde als ČST (Československá televize) am 1. Mai 1953 erstmals ausgestrahlt und beginnt am 25. Februar 1954 mit der regelmäßigen Ausstrahlung. 1970 wurde er mit der Inbetriebnahme eines zweiten Kanals in ČST1 umbenannt. Nach der Föderalisierung der Tschechoslowakei 1990 nennt sich der erste, in beiden Landesteilen gleiche Kanal F1. Die Trennung des Staates am 1. Januar 1993 wird auch im Fernsehen vollzogen und F1 wird zu ČT1 im tschechischen und STV1 im slowakischen Fernsehen.

## Logos

Logo von 2007 bis 2012
Logo von ČT1 HD